# 和田智
和田 智（わだ さとし、1961年 -） は、日本のカーデザイナー、プロダクトデザイナー。デザインスタジオ(株)SWdesign代表。2025年度より金沢美術工芸大学客員教授。

## 来歴・人物
武蔵野美術大学卒業後、日産自動車入社。「セフィーロ」（初代）や「プレセア」（初代）、「セドリックGT」、「セフィーロワゴン」、「ハイパーミニ」（電気自動車）などのエクステリアデザインを担当。
1998年、アウディに移籍。コンセプトカー「Avantissimo」（2001年）、「Pikes Peak Quattro」（2003年）をデザイン。市販車では、「アウディA6」に始まり、「アウディQ7」、「アウディA5」「アウディA7」のエクステリアデザインを担当。エキスパートシニアデザイナー兼クリエイティブマネージャーを務めた。
2009年6月に独立し、SWdesignを主催。国内外の自動車メーカーをクライアントとして、カーデザイン並びにデザイン監修をおこなっている。また独立後は、カーデザインの領域にとどまらず、プロダクトデザイン、プロダクトブランディング、クリエイティブコンサルティングの仕事も行っている。
2012年以降（株）BALMUDAの社外デザインディレクター、現在はクリエイティブアドバイザー。

## 経歴
- 1983年 - 武蔵野美術大学卒業後、日産自動車入社。
- 1989年 - 英国ロンドンのロイヤル・カレッジ・オブ・アート（RCA）に留学、1991年に帰国。
- 1998年 - アウディに移籍。
- 2007年 - 「ニューズウィーク日本版・世界が尊敬する日本人100人」に選出。
- 2010年 -SWdesign co., ltd 設立。
- 2012年
  - ISSEY MIYAKE WATCH 「W」を発表[1]。
  - バルミューダ社外デザインディレクターに就任[2]。
- 2014年 - 「日経ビジネス・2014日本の主役 THE100」に選出。
- 2015年
  - Jins 「MEME」を発表[3]。
  - ハンブルク・エアクラフトEXPOにてジャムコより「LavatoryX」（航空機内洗面室）を発表。
- 2016年　
  - ハンブルク・エアクラフトEXPOにてジャムコより「GalleyX」（航空機内厨房）を発表。
  - Jins 「Standard＆Classicシリーズモデル」デザインアドバイザー[4]。
  - ISSEY MIYAKE WATCH 「W automatic」を発表[5]。
- 2017年- ハンブルク・エアクラフトEXPOにてジャムコより「SpaceX」（航空機ファースト＆ビジネスクラスデザイン）を発表。
- 2020年　
  - ISSEY MIYAKE WATCH 「U」を発表[6]。

- 2024年　
  - ISSEY MIYAKE WATCH 「Wmini」を発表[6]。

SWdesign発足以来、グローバルに多くのカー＆EVデザインに従事しているが、契約においてその作品は発表されていない。

## 代表作

### 日産自動車
- 日産・セフィーロ（1988年）
- 日産・プレセア（1990年）
- 日産・グローリア グランツーリスモ（1991年）

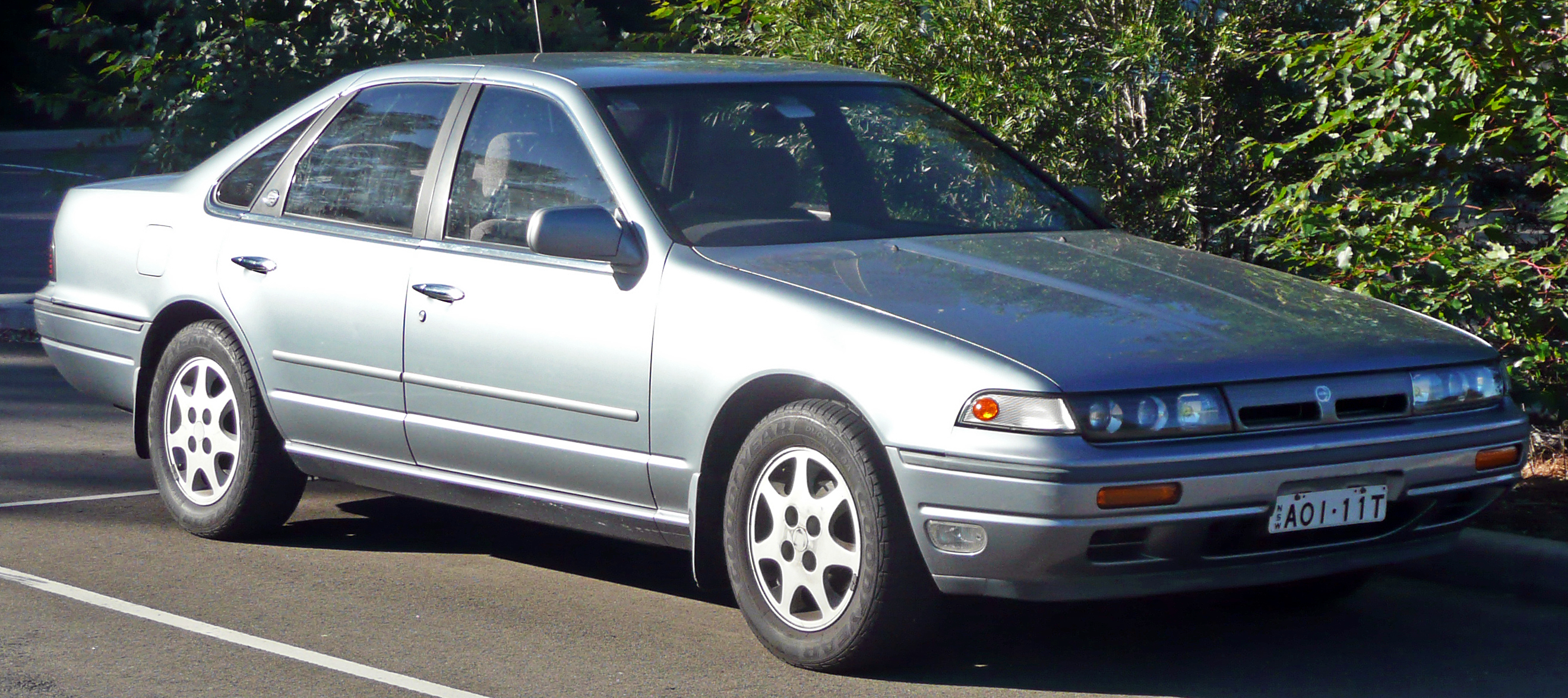
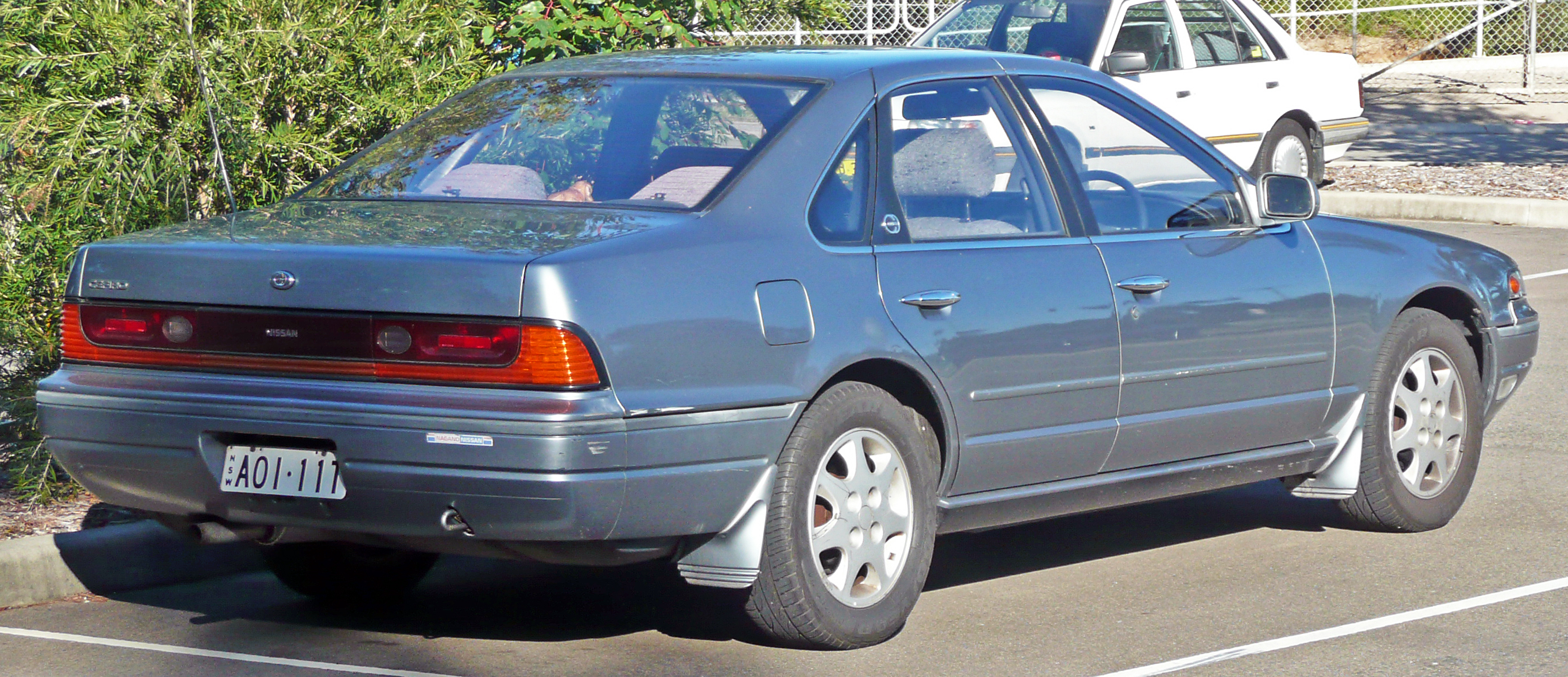
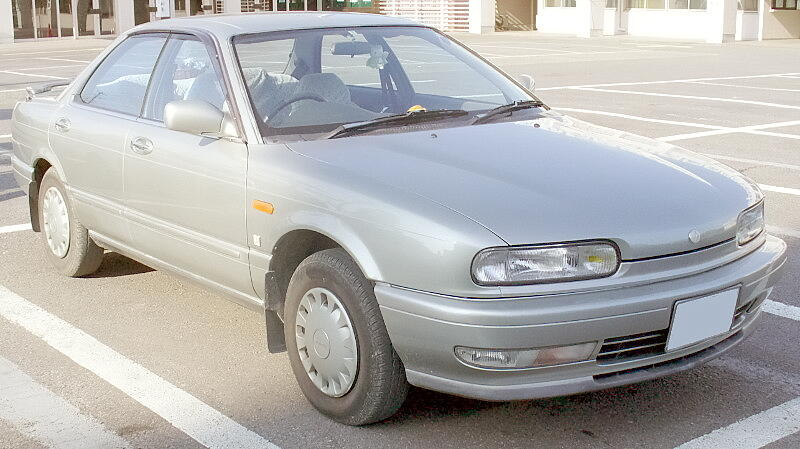
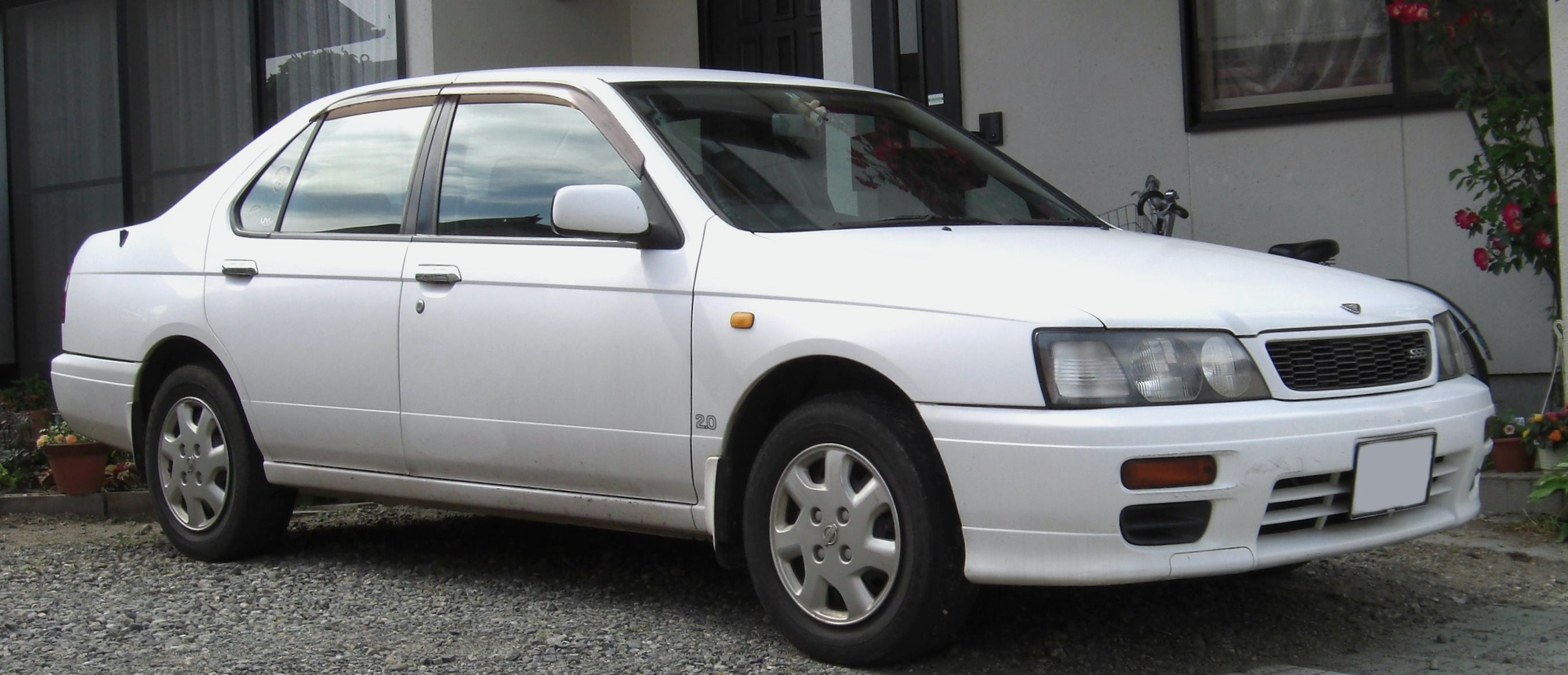
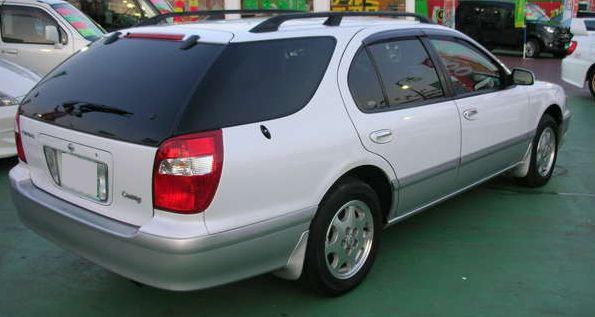
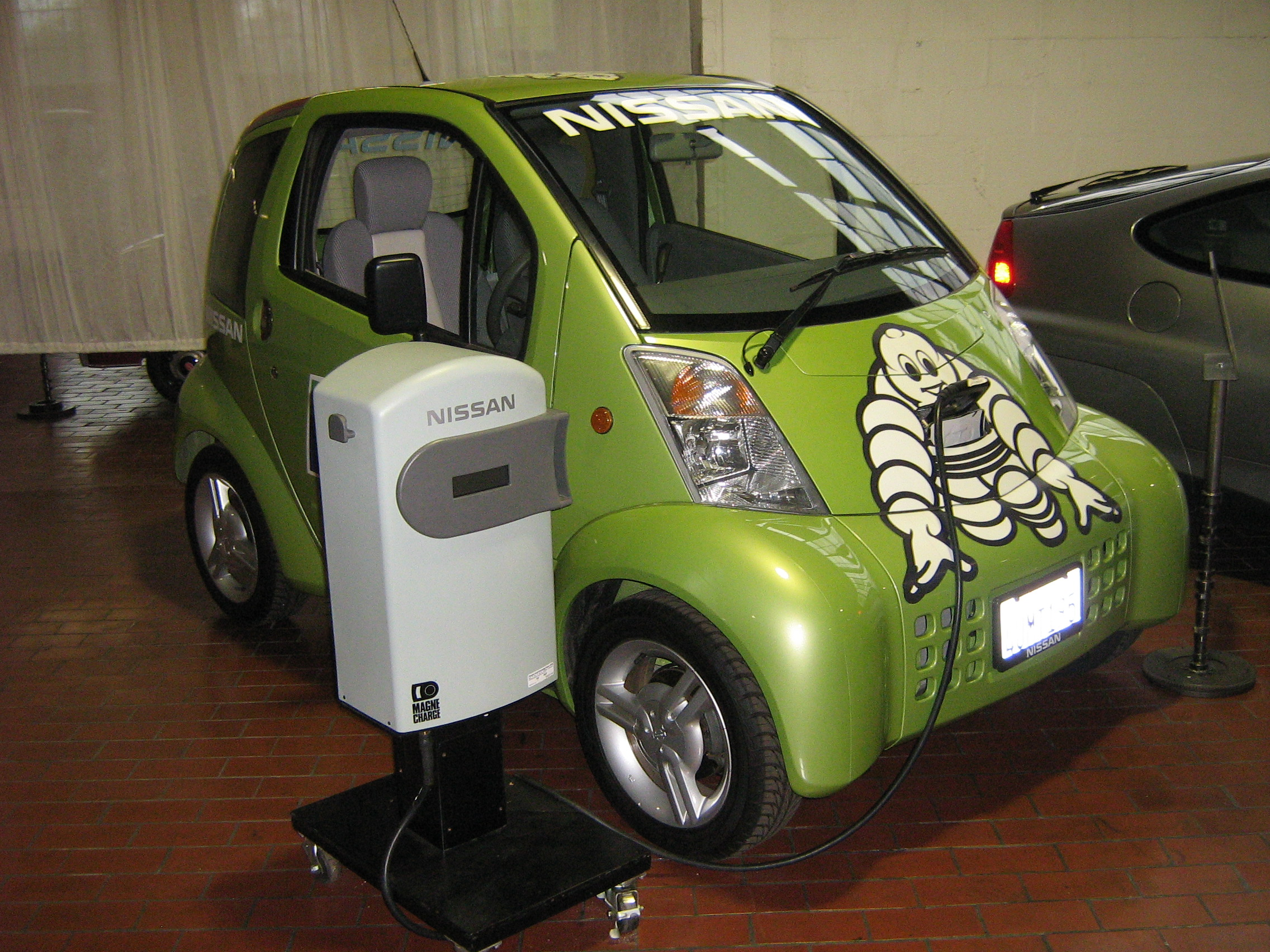
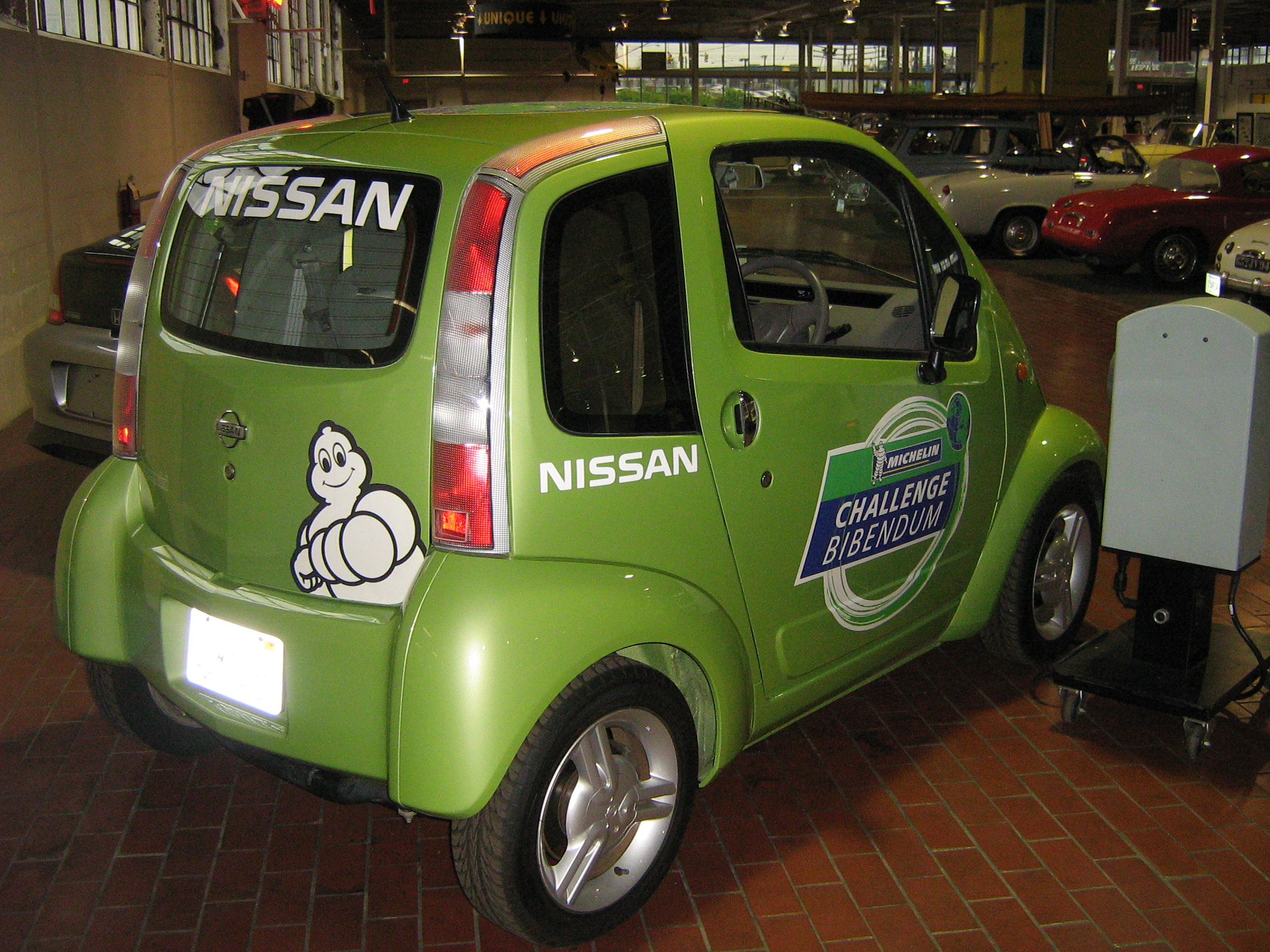
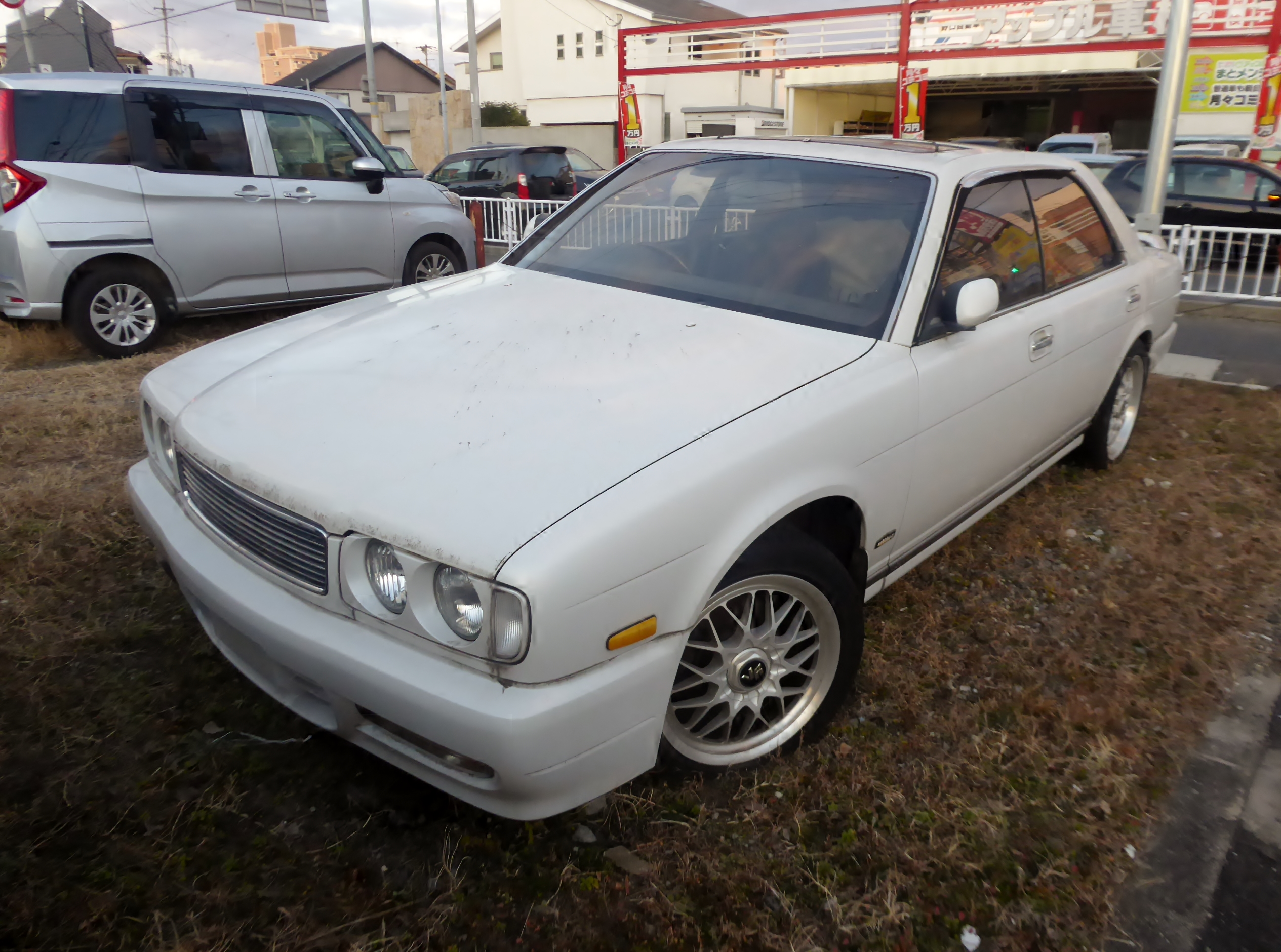

- 日産・ブルーバード（1996年）
- 日産・セフィーロワゴン（1997年）
- 日産・ハイパーミニ（1999年）

- Nissan Cefiro (A31型 |1988)
- Nissan Cefiro (A31型 |1988)
- 日産・プレセア（R10型 |1990）
- 日産・ブルーバード（U14型 |1995）
- 日産・セフィーロワゴン（W32型 |1997）
- Nissan Hypermini ( EV | EA0型 |1999)
- Nissan Hypermini (EV |1999)
- Nissan Gloria GranTurismo (E-PY32型 | 1991)

### アウディ
- Avantissimo（2001年）
- Pikes Peak Quattro（2003年）
- アウディA6（2005年）: 第1回ワールド•カー•オブ•ザイヤー金賞
- アウディQ7（2005年）
- アウディA5（2007年）：日本グッドデザイン賞（2008年）、ドイツ連邦デザイン大賞（2010年）を受賞。
- アウディ・A7（2010年）

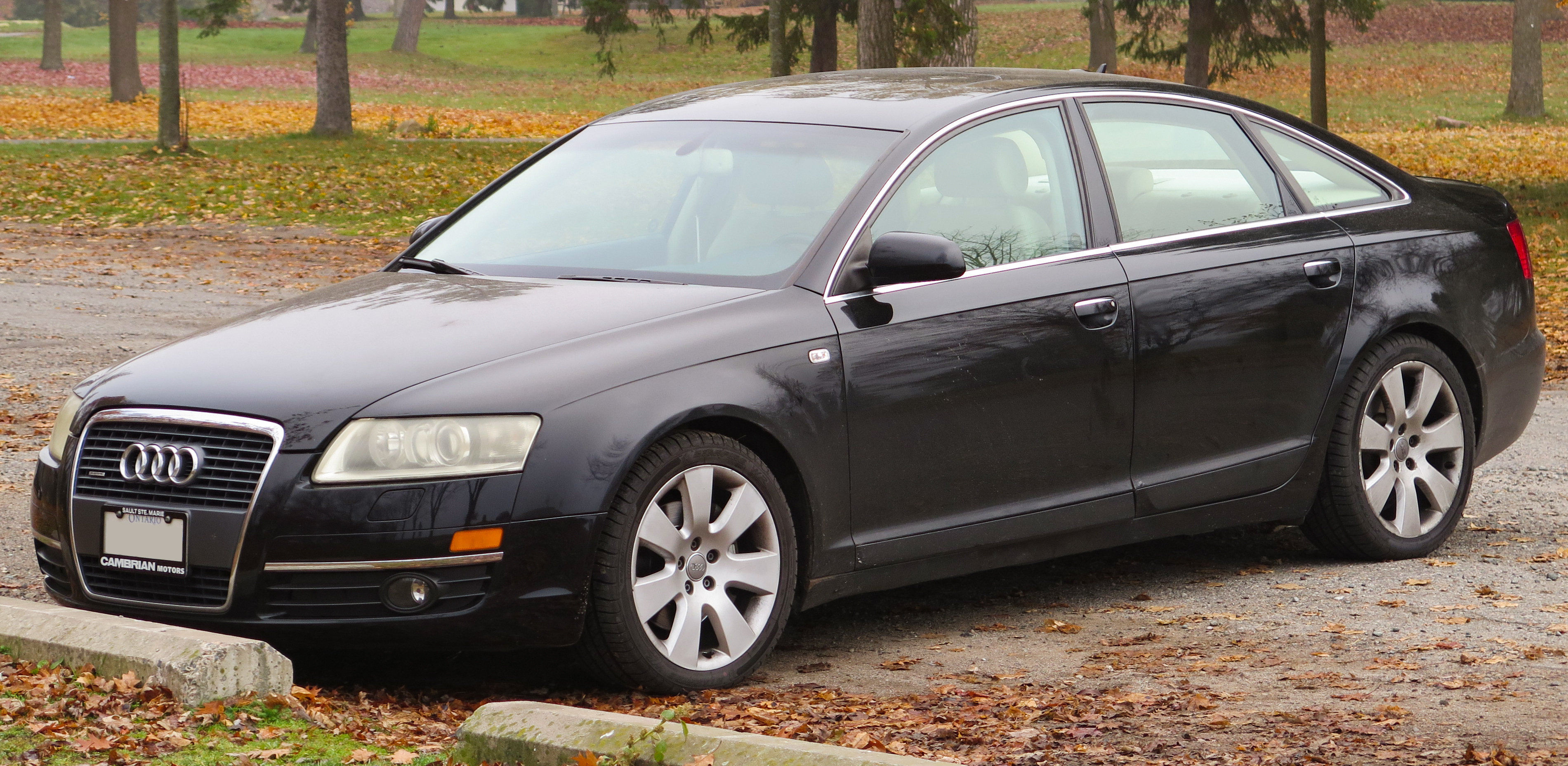
Audi A6 (2004)
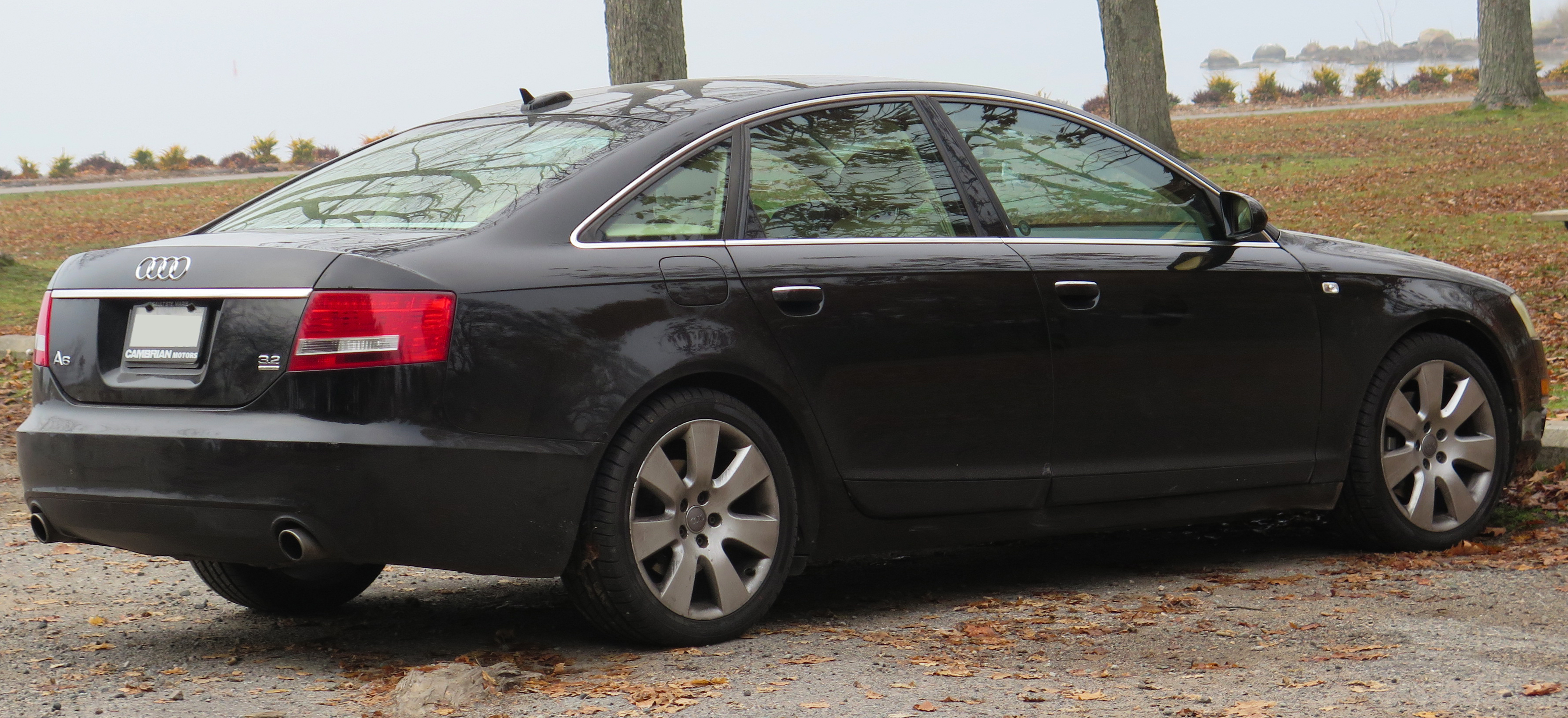
Audi A6 (2004)
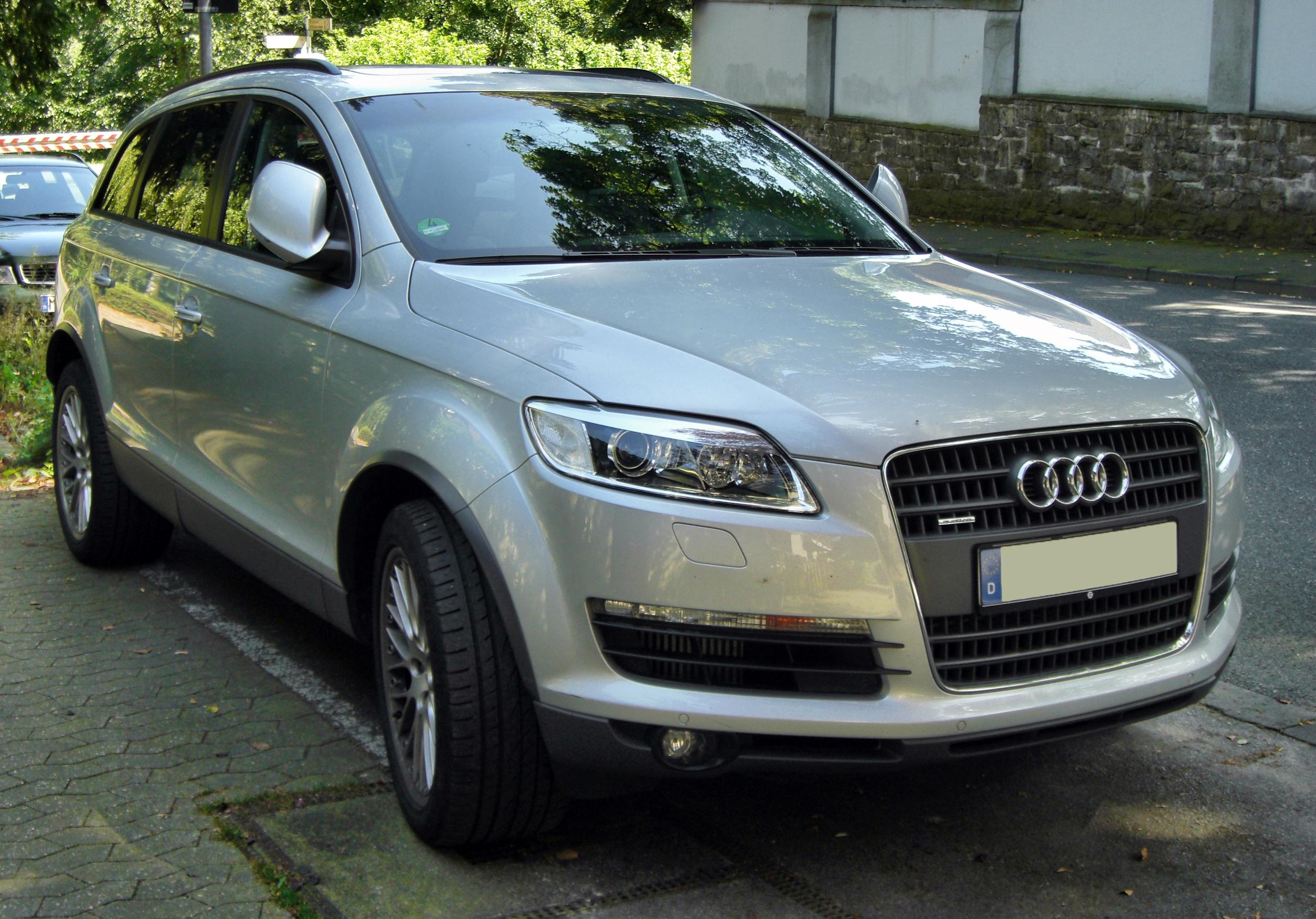
アウディQ7(2005)
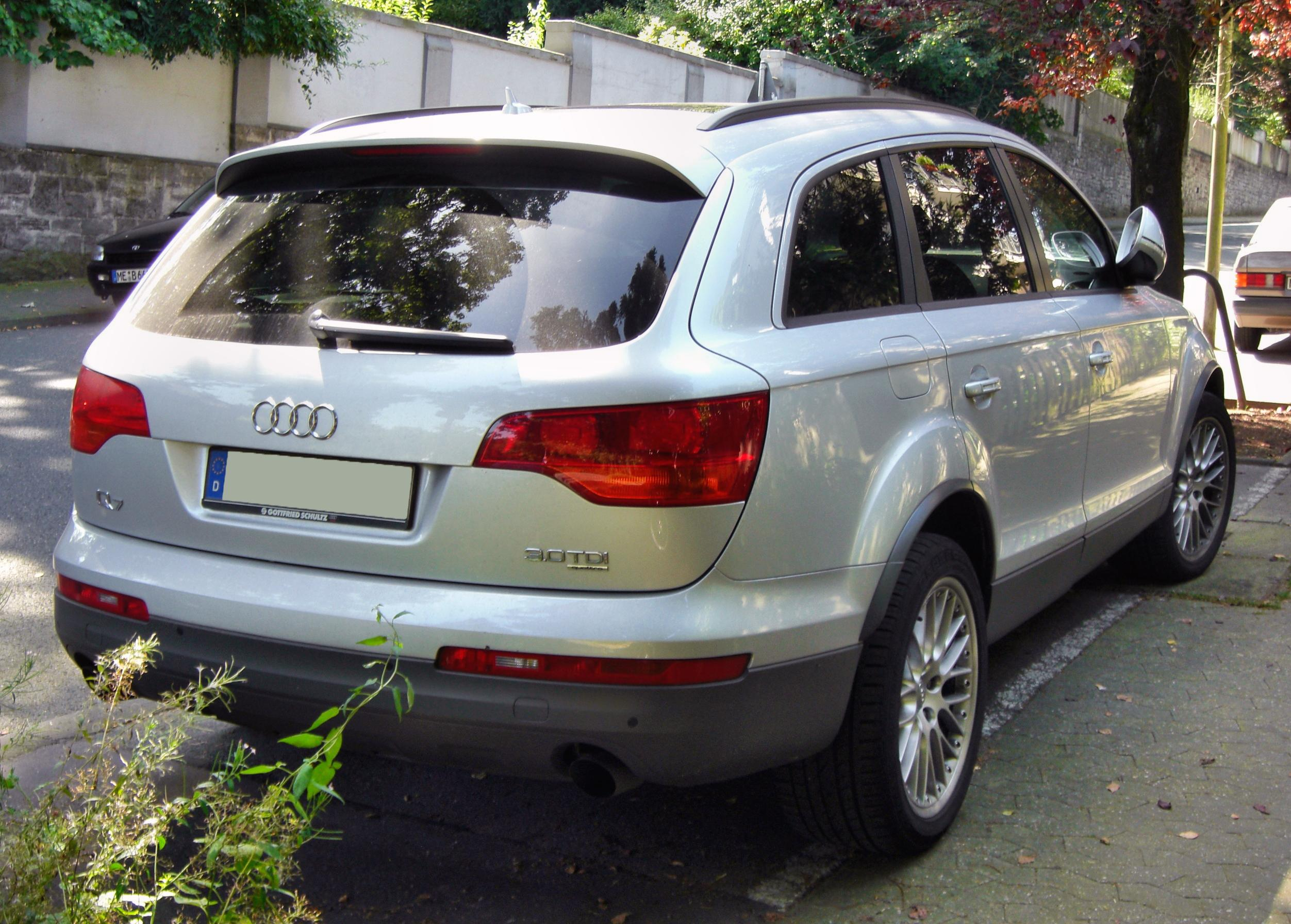
アウディQ7(2005)
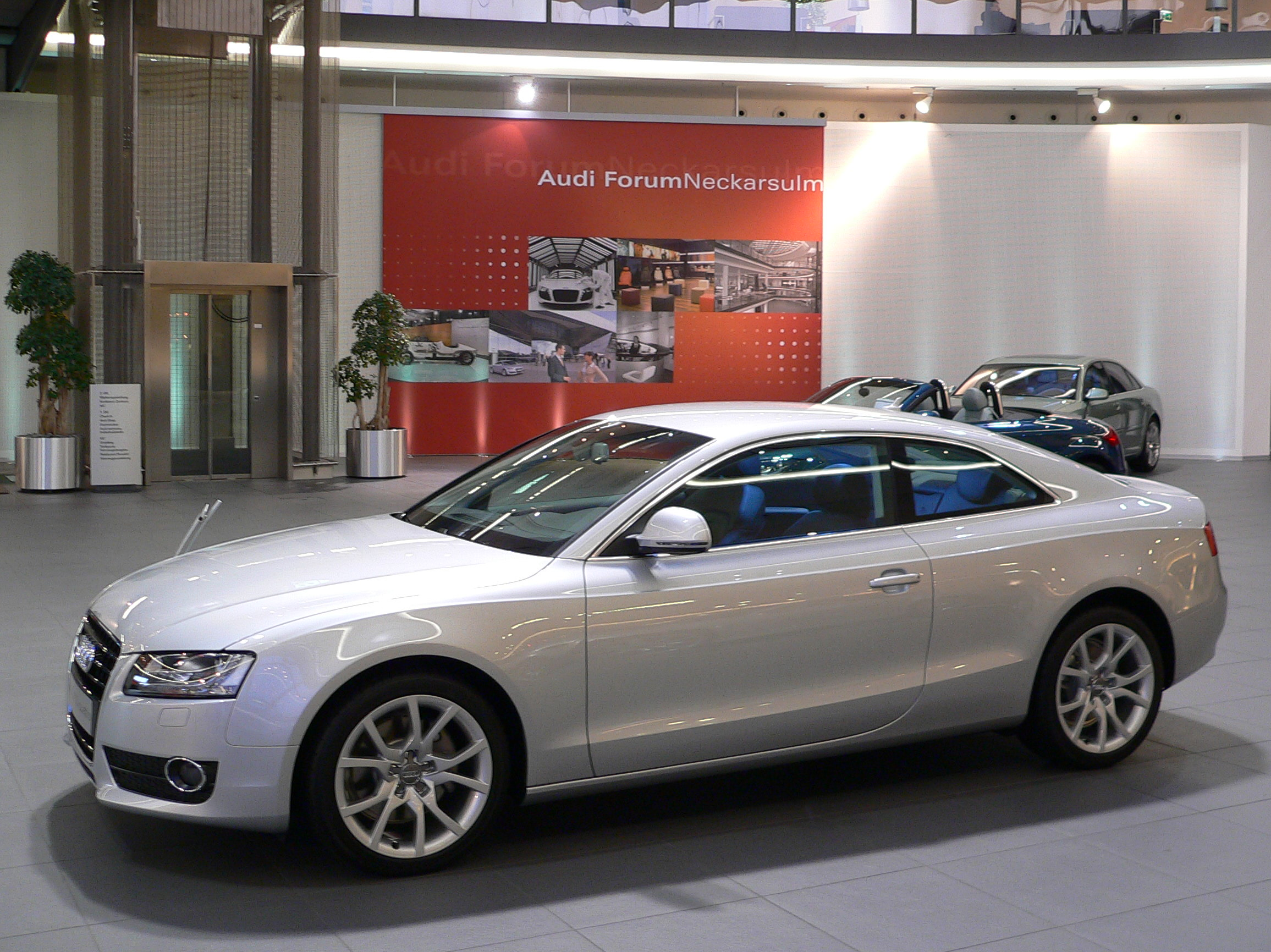
Audi A5 (2008)
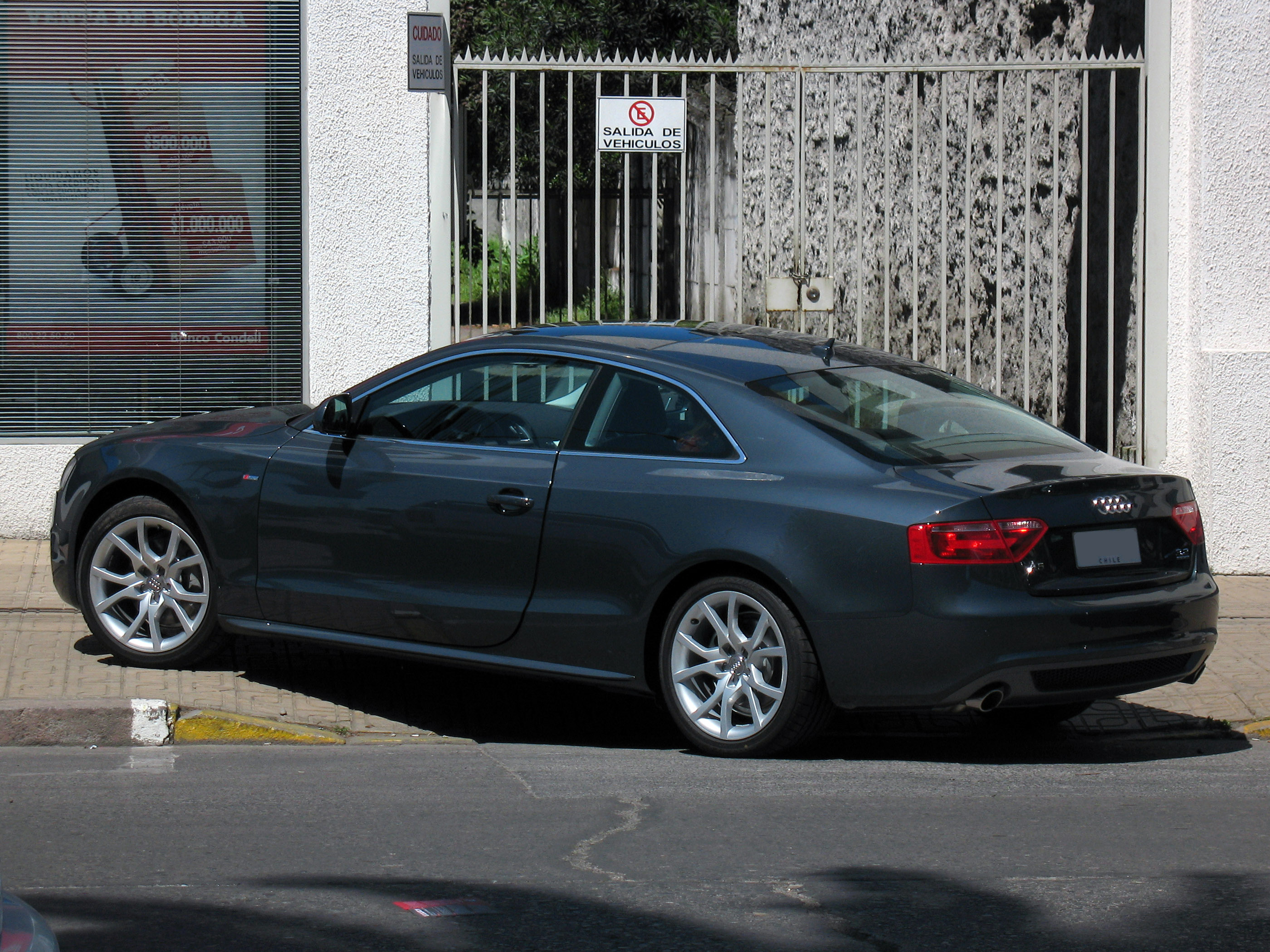
Audi A5 (2008)
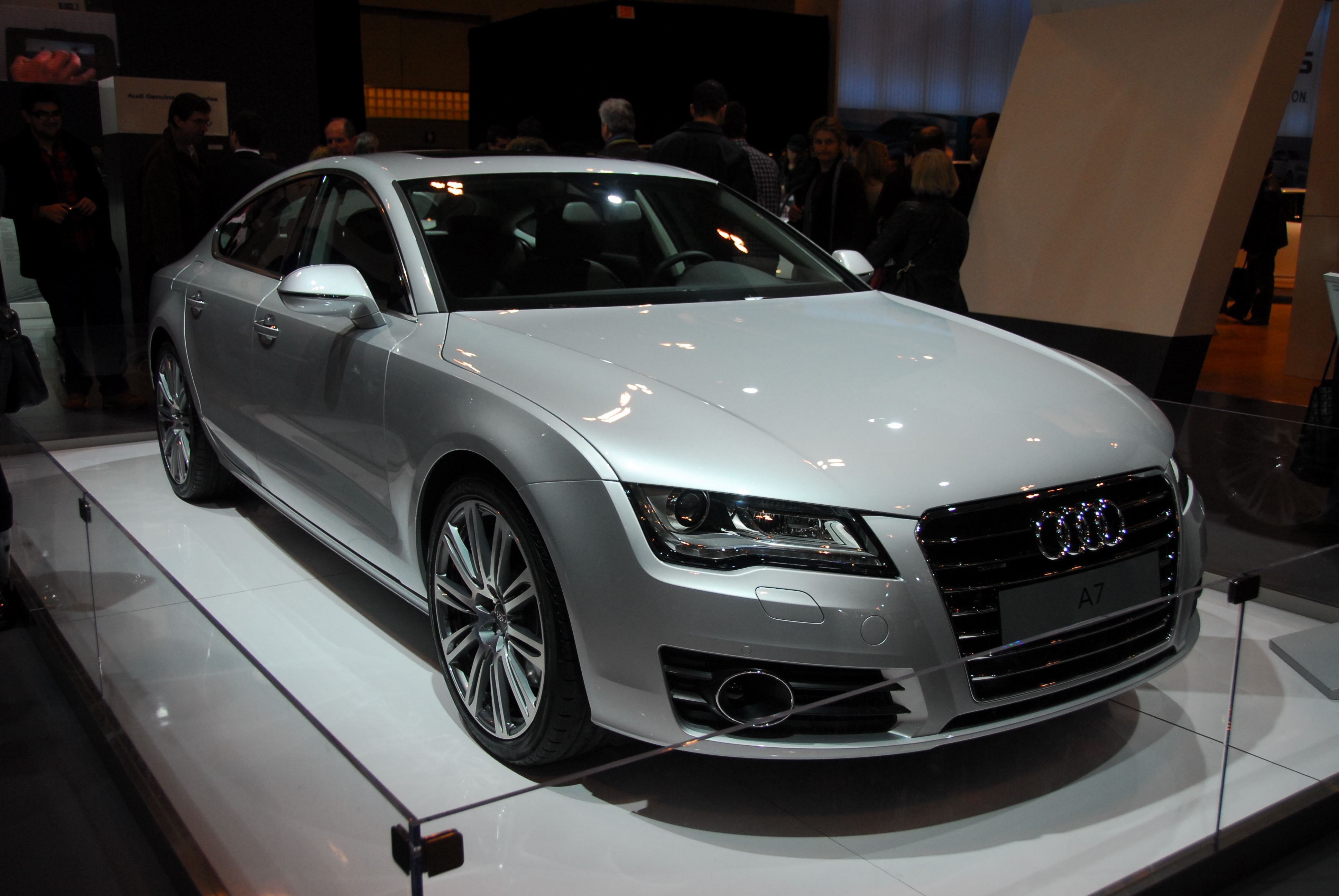
Audi A7 (2010)
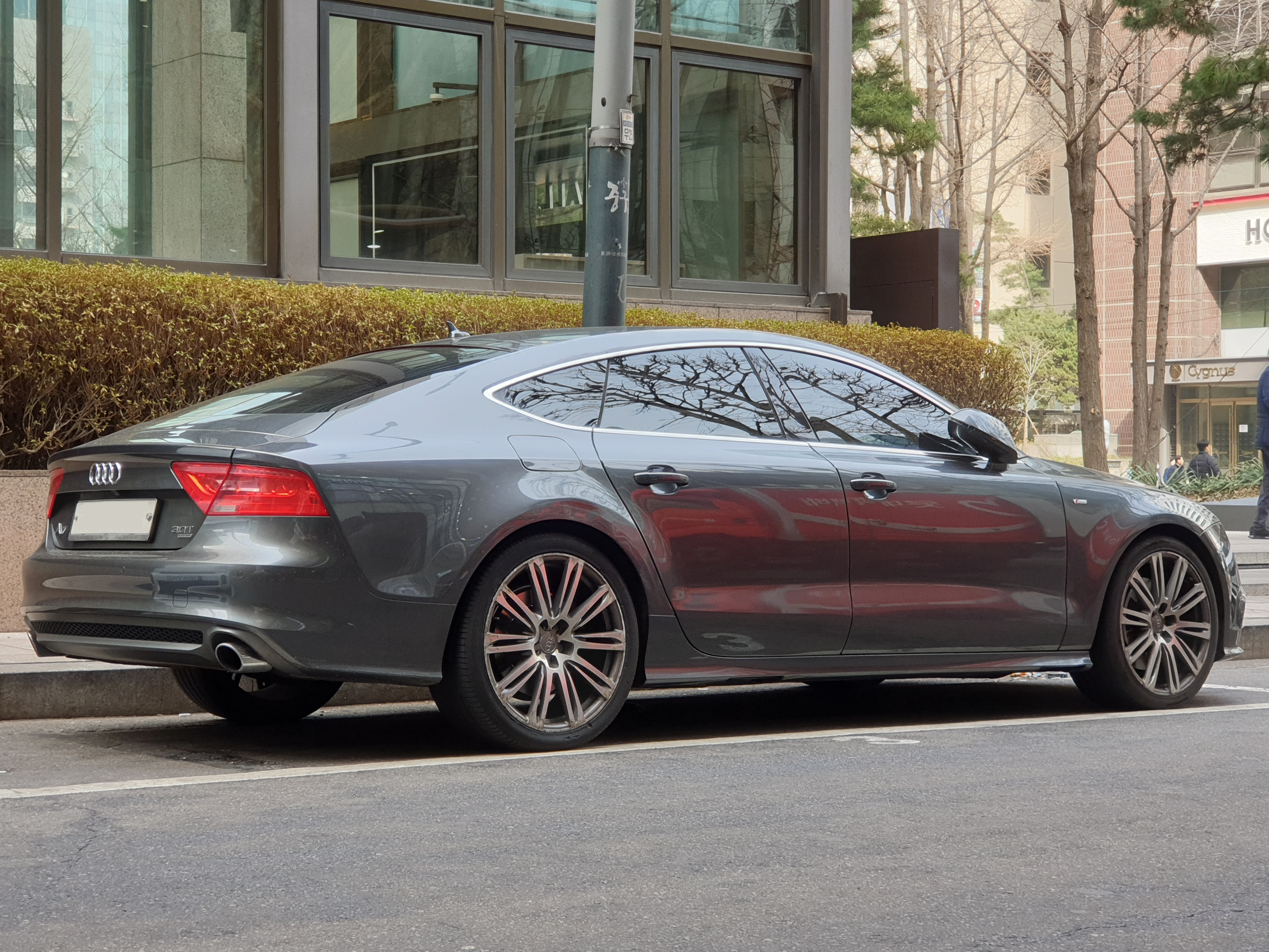
Audi A7 (2010)

### ISSEY MIYAKE WATCH
- W（2012年）[7]
- U（2020年）[8]

## 著書
- 『未来のつくりかた アウディで学んだこと』（小学館、2010年、ISBN 978-4093878425）https://www.shogakukan.co.jp/books/09387842
- 『未来のつくりかた アウディで学んだこと』Amazon